# Ossenx
Ossenx (prononcé [ɔsɛ̃ks] ; en béarnais Aussencs) est une commune française située dans le département des Pyrénées-Atlantiques, en région Nouvelle-Aquitaine.

## Géographie

### Localisation
La commune d'Ossenx se trouve dans le département des Pyrénées-Atlantiques, en région Nouvelle-Aquitaine.
Elle se situe à 49 km par la route de Pau, préfecture du département, à 31 km d'Oloron-Sainte-Marie, sous-préfecture, et à 20 km d'Orthez, bureau centralisateur du canton d'Orthez et Terres des Gaves et du Sel dont dépend la commune depuis 2015 pour les élections départementales.
La commune fait en outre partie du bassin de vie de Navarrenx.
Les communes les plus proches sont : 
Narp (1,2 km), Araujuzon (1,4 km), Araux (2,3 km), Audaux (2,5 km), Montfort (2,5 km), Castetbon (2,7 km), Laàs (3,0 km), Viellenave-de-Navarrenx (3,1 km).
Sur le plan historique et culturel, Ossenx fait partie de la province du Béarn, qui fut également un État et qui présente une unité historique et culturelle à laquelle s’oppose une diversité frappante de paysages au relief tourmenté.

### Communes limitrophes
Les communes limitrophes sont  Araujuzon, Audaux, Castetbon et Narp.
|      | Castetbon |        |
| Narp | Ossenx    | Audaux |
|      | Araujuzon |        |

### Hydrographie

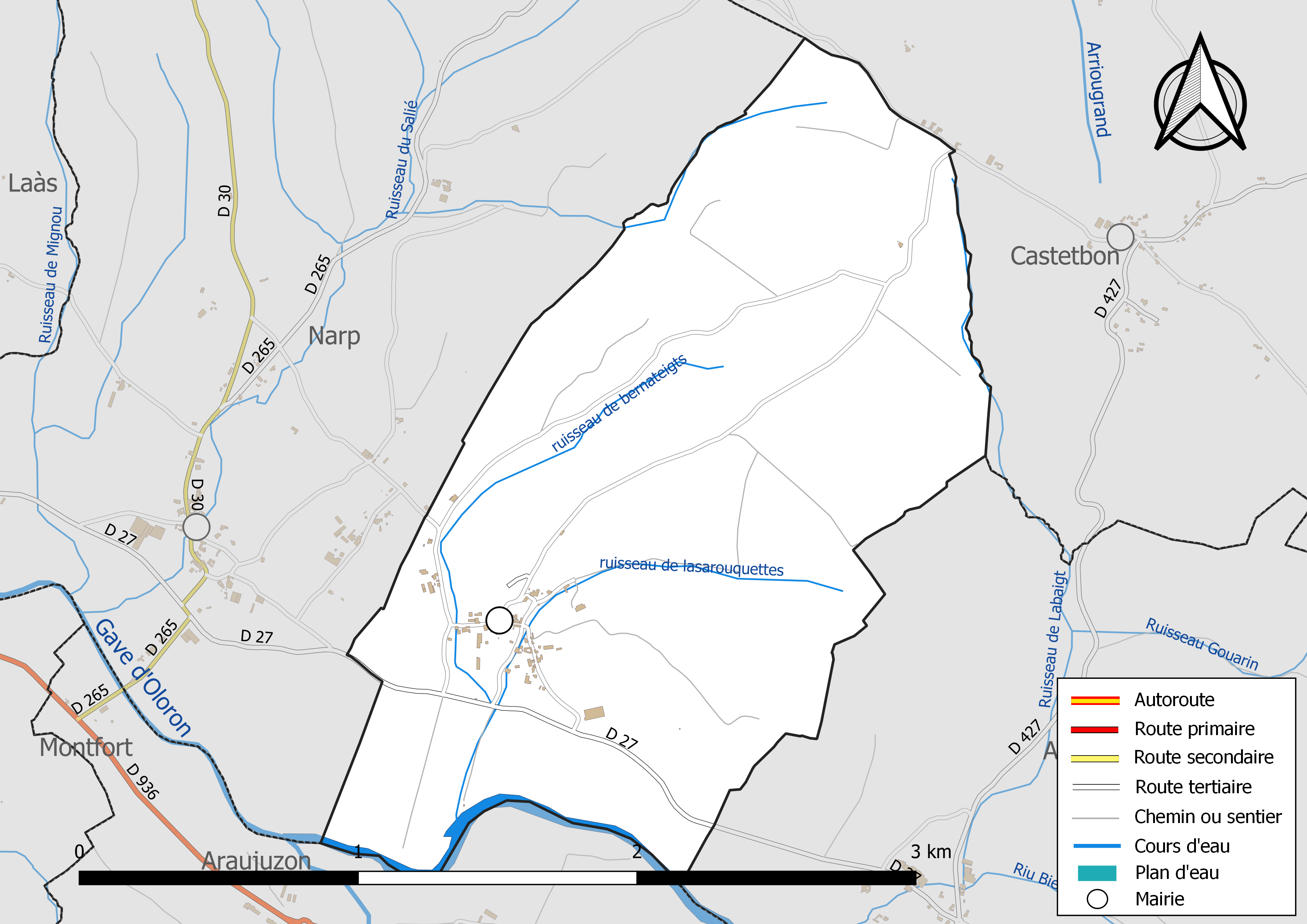
Réseaux hydrographique et routier d'Ossenx.

La commune est drainée par le gave d'Oloron, le ruisseau de Bernateigts, le ruisseau de Labaigt, le ruisseau de Lasarouquettes, et par divers petits cours d'eau, constituant un réseau hydrographique de 6 km de longueur totale,.
Le gave d'Oloron, d'une longueur totale de 148,8 km, prend sa source dans la commune de Laruns et s'écoule vers le nord-ouest. Il traverse la commune et se jette dans le gave de Pau à Sorde-l'Abbaye, après avoir traversé 64 communes.

### Climat
Pour des articles plus généraux, voir Climat de la Nouvelle-Aquitaine et Climat des Pyrénées-Atlantiques.
Historiquement, la commune est exposée à un micro climat océanique basque.  
En 2020, Météo-France publie une typologie des climats de la France métropolitaine dans laquelle la commune est exposée à un climat de montagne et est dans la région climatique Pyrénées atlantiques, caractérisée par une pluviométrie élevée (>1 200 mm/an) en toutes saisons, des hivers très doux (7,5 °C en plaine) et des vents faibles.
Pour la période 1971-2000, la température annuelle moyenne est de 13,5 °C, avec une amplitude thermique annuelle de 13,8 °C. Le cumul annuel moyen de précipitations est de 1 222 mm, avec 12 jours de précipitations en janvier et 8,2 jours en juillet. Pour la période 1991-2020, la température moyenne annuelle observée sur la station météorologique la plus proche, située sur la commune de Saint-Gladie-Arrive-Munein à 9 km à vol d'oiseau, est de 14,3 °C et le cumul annuel moyen de précipitations est de 1 323,1 mm,. Pour l'avenir, les paramètres climatiques de la commune estimés pour 2050 selon différents scénarios d’émission de gaz à effet de serre sont consultables sur un site dédié publié par Météo-France en novembre 2022.

### Milieux naturels et biodiversité

#### Réseau Natura 2000
Le réseau Natura 2000 est un réseau écologique européen de sites naturels d'intérêt écologique élaboré à partir des Directives « Habitats » et « Oiseaux », constitué de zones spéciales de conservation (ZSC) et de zones de protection spéciale (ZPS).
Un site Natura 2000 a été défini sur la commune au titre de la « directive Habitats » : « le gave d'Oloron (cours d'eau) et marais de Labastide-Villefranche », d'une superficie de 2 547 ha, une rivière à saumon et écrevisse à pattes blanches,.

#### Zones naturelles d'intérêt écologique, faunistique et floristique
L’inventaire des zones naturelles d'intérêt écologique, faunistique et floristique (ZNIEFF) a pour objectif de réaliser une couverture des zones les plus intéressantes sur le plan écologique, essentiellement dans la perspective d’améliorer la connaissance du patrimoine naturel national et de fournir aux différents décideurs un outil d’aide à la prise en compte de l’environnement dans l’aménagement du territoire.
Une ZNIEFF de type 2 est recensée sur la commune, : 
le « réseau hydrographique du gave d'Oloron et de ses affluents » (6 885,32 ha), couvrant 114 communes dont 2 dans les Landes et 112 dans les Pyrénées-Atlantiques.

## Urbanisme

### Typologie
Au 1er janvier 2024, Ossenx est catégorisée commune rurale à habitat très dispersé, selon la nouvelle grille communale de densité à sept niveaux définie par l'Insee en 2022.
Elle est située hors unité urbaine et hors attraction des villes,.

### Occupation des sols

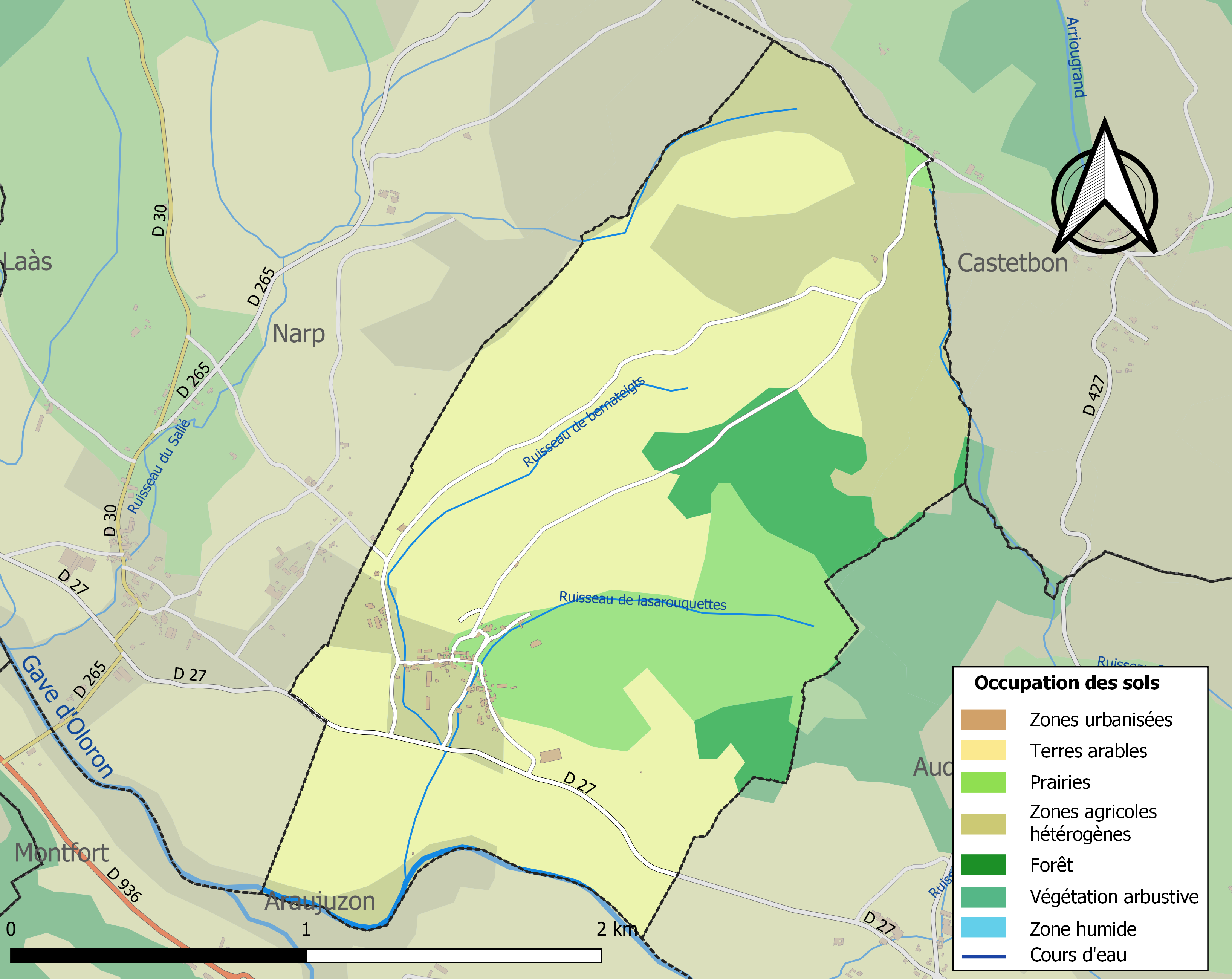
Carte des infrastructures et de l'occupation des sols de la commune en 2018 (CLC).

L'occupation des sols de la commune, telle qu'elle ressort de la base de données européenne d’occupation biophysique des sols Corine Land Cover (CLC), est marquée par l'importance des territoires agricoles (91,6 % en 2018), une proportion sensiblement équivalente à celle de 1990 (90,9 %). La répartition détaillée en 2018 est la suivante : 
terres arables (53,6 %), zones agricoles hétérogènes (23,4 %), prairies (14,7 %), forêts (8,4 %). L'évolution de l’occupation des sols de la commune et de ses infrastructures peut être observée sur les différentes représentations cartographiques du territoire : la carte de Cassini (XVIIIe siècle), la carte d'état-major (1820-1866) et les cartes ou photos aériennes de l'IGN pour la période actuelle (1950 à aujourd'hui).

### Lieux-dits et hameaux
Autrefois couverts de landes et de bois, les alentours du village sont maintenant en grande partie défrichés dans les lieux-dits Moncaup, Gassiuguère, Mondran, Mazoua.

### Risques majeurs
Le territoire de la commune d'Ossenx est vulnérable à différents aléas naturels : météorologiques (tempête, orage, neige, grand froid, canicule ou sécheresse), inondations et séisme (sismicité moyenne). Un site publié par le BRGM permet d'évaluer simplement et rapidement les risques d'un bien localisé soit par son adresse soit par le numéro de sa parcelle.
Certaines parties du territoire communal sont susceptibles d’être affectées par le risque d’inondation par une crue torrentielle ou à montée rapide de cours d'eau, notamment le gave d'Oloron. La commune a été reconnue en état de catastrophe naturelle au titre des dommages causés par les inondations et coulées de boue survenues en 1982, 1983 et 2009,.

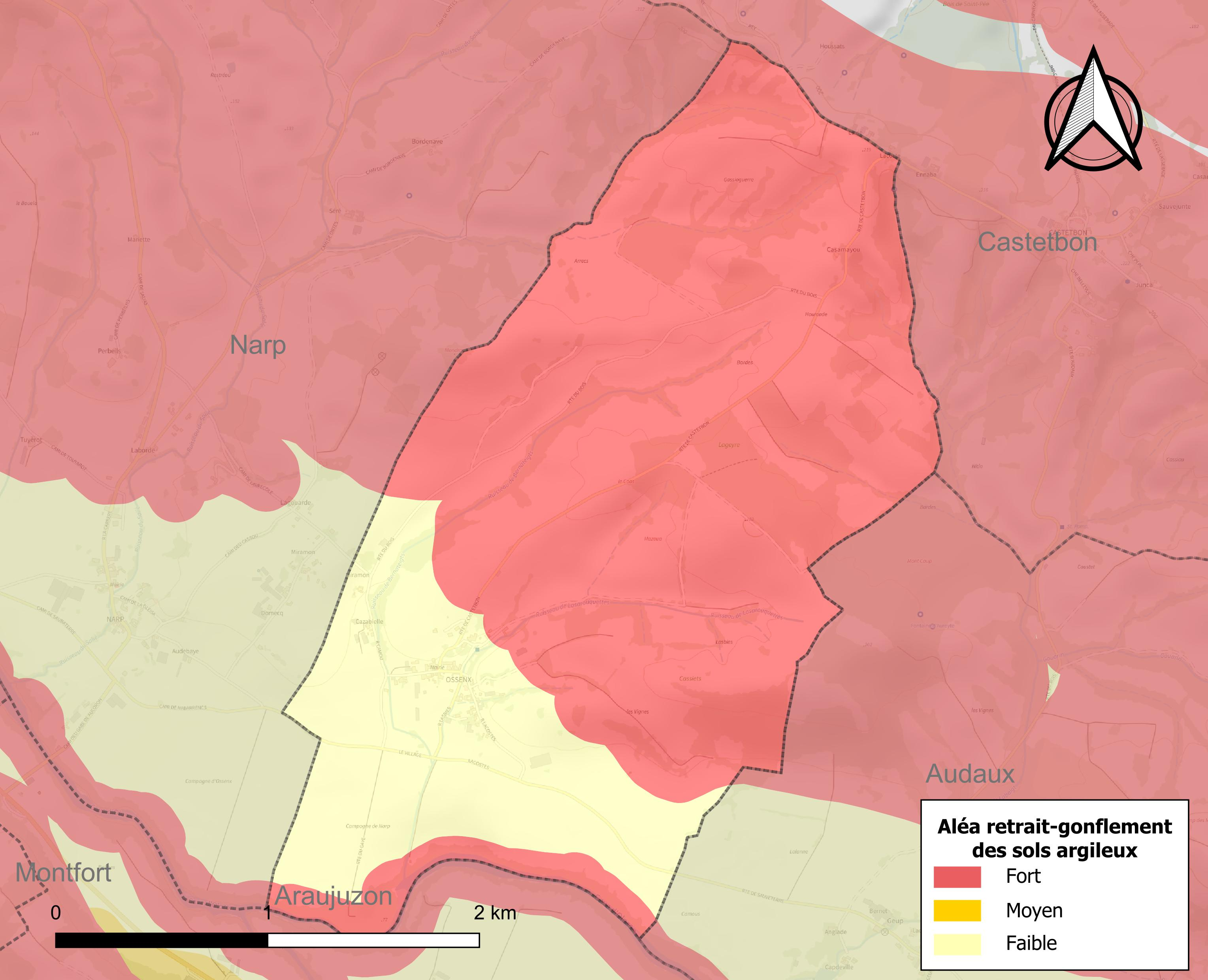
Carte des zones d'aléa retrait-gonflement des sols argileux d'Ossenx.

Le retrait-gonflement des sols argileux est susceptible d'engendrer des dommages importants aux bâtiments en cas d’alternance de périodes de sécheresse et de pluie. 75,8 % de la superficie communale est en aléa moyen ou fort (59 % au niveau départemental et 48,5 % au niveau national). Depuis le 1er octobre 2020, en application de la loi ELAN, différentes contraintes s'imposent aux vendeurs, maîtres d'ouvrages ou constructeurs de biens situés dans une zone classée en aléa moyen ou fort,.

## Toponymie

### Attestations anciennes
Le toponyme Ossenx apparaît sous les formes Osentz (XIIIe siècle, fors de Béarn), Ossenxs (1385, censier de Béarn), Lo borguet d'Ossencx (1400, notaires de Navarrenx) et Osenxs (1546, réformation de Béarn).

### Graphie béarnaise
Son nom béarnais est Aussencs.

## Histoire
La première mention écrite de cette paroisse, date de 1270 : le seigneur d'Ossenx est présent lors de l'approbation du mariage de Constance, fille aînée de Gaston VII, vicomte de Béarn, (1229-1290).
Au cours des siècles, le village d'Ossenx a été sous la dépendance des seigneurs d'Audaux (XIIIe siècle) puis de ceux de “Laàs et d'Ossenx”, à partir du XIVe siècle. La maison Camou d'Ossenx fut donnée à un cadet de la “maison” de Laàs. Guilhem, Pierre, Arnaud de Camou furent seigneurs. Madeleine de Camou, fille d'Arnaud, épousa Anthony de Bachoué d'Andrein qui acheta la seigneurie de Barraute puis vendit Ossenx à Arnaud de Ribeton (1643).
Du XVIIe au XIXe siècle, se sont succédé dans la maison Camou, les familles ayant comme les Bachoué et les Ribeton droit d'entrée aux Etats de Béarn : Barrail, Prat, Fourcade, Noguès, Bignalet.
Paul Raymond note qu'en 1385, Ossenx comptait 9 feux et dépendait du bailliage de Navarrenx.

## Héraldique
| Blason de Ossenx | Blason  | Losangé d’or et d’azur au pal de sable brochant sur le tout. |
| Blason de Ossenx | Détails | Le statut officiel du blason reste à déterminer.             |

## Politique et administration
| Période                                  | Période  | Identité           | Étiquette | Qualité |
| ---------------------------------------- | -------- | ------------------ | --------- | ------- |
| Les données manquantes sont à compléter. |          |                    |           |         |
| 1983                                     | 2001     | Laurent Maisonnave |           |         |
| 2001                                     | 2008     | Patrick Laurent    |           |         |
| 2008                                     | En cours | Roland Grechez     |           |         |

### Intercommunalité
La commune fait partie de six structures intercommunales :
- le centre intercommunal d’action sociale de Sauveterre-de-Béarn ;
- la Communauté de communes du Béarn des Gaves ;
- le syndicat AEP de Navarrenx ;
- le syndicat d’énergie des Pyrénées-Atlantiques ;
- le syndicat des écoles de Gaveausset ;
- le syndicat intercommunal des gaves et du Saleys.

## Population et société

### Démographie
L'évolution du nombre d'habitants est connue à travers les recensements de la population effectués dans la commune depuis 1793. Pour les communes de moins de 10 000 habitants, une enquête de recensement portant sur toute la population est réalisée tous les cinq ans, les populations de référence des années intermédiaires étant quant à elles estimées par interpolation ou extrapolation. Pour la commune, le premier recensement exhaustif entrant dans le cadre du nouveau dispositif a été réalisé en 2005.

En 2022, la commune comptait 52 habitants, en évolution de +1,96 % par rapport à 2016 (Pyrénées-Atlantiques : +3,78 %, France hors Mayotte : +2,11 %).
| 1793 | 1800 | 1806 | 1821 | 1831 | 1836 | 1841 | 1846 | 1851 |
| ---- | ---- | ---- | ---- | ---- | ---- | ---- | ---- | ---- |
| 185  | 185  | 220  | 236  | 241  | 251  | 230  | 231  | 224  |

| 1856 | 1861 | 1866 | 1872 | 1876 | 1881 | 1886 | 1891 | 1896 |
| ---- | ---- | ---- | ---- | ---- | ---- | ---- | ---- | ---- |
| 220  | 210  | 180  | 203  | 177  | 149  | 150  | 145  | 143  |

| 1901 | 1906 | 1911 | 1921 | 1926 | 1931 | 1936 | 1946 | 1954 |
| ---- | ---- | ---- | ---- | ---- | ---- | ---- | ---- | ---- |
| 130  | 130  | 120  | 104  | 97   | 103  | 95   | 89   | 94   |

| 1962 | 1968 | 1975 | 1982 | 1990 | 1999 | 2005 | 2006 | 2010 |
| ---- | ---- | ---- | ---- | ---- | ---- | ---- | ---- | ---- |
| 92   | 89   | 74   | 64   | 48   | 48   | 44   | 43   | 42   |

| 2015 | 2020 | 2022 | - | - | - | - | - | - |
| ---- | ---- | ---- | - | - | - | - | - | - |
| 49   | 49   | 52   | - | - | - | - | - | - |

## Économie
Alors qu'au XXe siècle, il y avait, à Ossenx, un exploitant forestier, deux forgerons, un mécanicien, deux auberges, aujourd'hui, aucune activité artisanale n'anime le village.
L'activité est principalement agricole, avec trois exploitations agricoles dont deux valorisent l'élevage de la blonde d'Aquitaine. La commune fait partie de la zone d'appellation de l'ossau-iraty.

## Culture locale et patrimoine

### Patrimoine civil

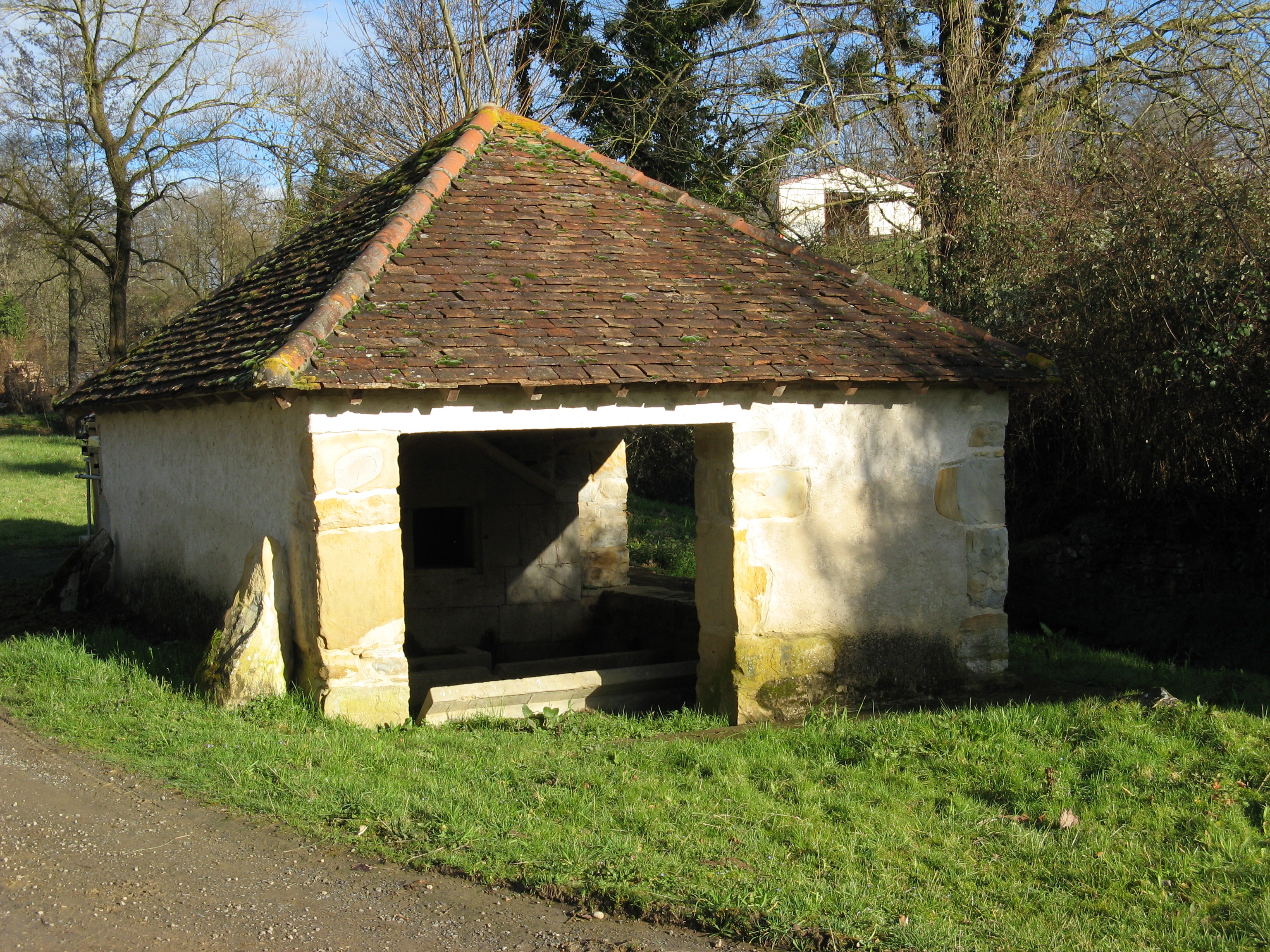
Lavoir.

Le lavoir qui était alimenté par le ruisseau Lasarouquettes a été rénové dans les années 1990 et a conservé un bac avec une longue pierre de lavage. Le tout et une petite construction de pierre qui devait être la fontaine maintenant tarie, est abrité sous un petit édifice au toit de tuile.
La maison Camou, ancienne maison noble, se distingue des autres habitations du village. Ce bâtiment très bien entretenu comprend un corps de logis à un étage avec une tourelle accolée au milieu de la façade sud  et abritant un escalier tournant en pierre sur colonne. On peut supposer que cette maison fut réaménagée à la fin du XVIe ou au début du XVIIe siècle, après le mariage de Madeleine de Camou avec Anthony de Bachoué d'Andrein qui apporta une dot de 1 500 francs (1574).
Après la fermeture de l'école, la salle de classe a été aménagée en mairie avec salle de réunion et secrétariat, tandis que le logement rénové est loué.

### Patrimoine religieux
L'église est placée sous le patronage de Notre-Dame de l'Assomption (fête le 15 août). Située dans l'enclos du cimetière, elle présente deux particularités : elle est orientée au sud, non à l'est comme la majorité des églises et le clocher carré surmonté d'une flèche se trouve hors édifice, accolé au mur nord du chœur. Ayant bénéficié de réparations importantes en 1899 et en 1989, elle est en bon état. L'entrée rectangulaire encadrée de moellons de grès est fermée par une porte cloutée. La nef unique couverte d'une voûte lambrissée se prolonge par le chevet à trois pans coupés. L'autel et le tabernacle, maintenant désolidarisés, formaient un ensemble néogothique de marbre blanc avec colonnettes à chapiteaux, arcs séparés par des fleurons à quatre pétales, gâbles, pinacles. Au-dessus du tabernacle, un tableau récemment restauré représente la Crucifixion : la Vierge et saint Jean entourent le Christ.
Les vitraux représentent la Vierge, saint Jean-Baptiste ou bien ont un simple décor de fleurons.
L’église recèle un prie-Dieu, le siège du célébrant, des boiseries et une croix processionnelle dans le chœur, le banc des notables avec dossier et agenouilloir ; deux lustres sont également remarquables : l'un en métal avec six bougies, le deuxième en verre de Venise du XIXe siècle, avec bougeoirs, chaînettes, fleurs et feuilles roses, bleus, ou jaunes. Depuis 1984, celui-ci est inscrit à l'inventaire supplémentaire des objets mobiliers classés parmi les monuments historiques.